# Kokutai no Hongi
Kokutai no Hongi (国体の本義) est un livret édité par le ministère de l'éducation japonais en 1937. L'origine divine de l'empereur y est affirmée, et presque 300 000 exemplaires sont alors distribués.